# Hiperkeratoza
Hiperkeratoza (łac. hyperkeratosis) – znaczne pogrubienie warstwy rogowej naskórka związane z nadmiernym rogowaceniem. 

## Przykłady
- nagniotek
- brodawka
- wyprysk może prowadzić do hiperkeratozy
- liszaj płaski może prowadzić do hiperkeratozy w jamie ustnej
- kilka typów rybiej łuski może prowadzić do hiperkeratozy
- rogowacenie mieszkowe